# 馮崧生
馮崧生（？—？），號聽濤，一號陶廬，浙江省杭州府仁和縣人，清朝政治人物、畫家。

## 生平
光緒二年（1876年），參加丙子恩科會試，得貢士第112名。殿試登進士三甲第37名。同年五月（6月3日），改庶吉士。光緒三年四月（1877年6月9日），散館，授翰林院檢討。工畫，善繪蘭、竹。